# Pasividad (electrónica)
La pasividad o un componente pasivo es una característica de la ingeniería de sistemas, más comúnmente utilizada en ingeniería electrónica y en los sistemas de control. Un componente pasivo, según el campo, puede ser un componente que consume (pero no produce) energía, o un componente que es incapaz de tener ganancia. Un componente que no es pasivo se considera un componente activo. Un circuito electrónico integrado formado por componentes pasivos se denomina circuito pasivo, y tiene las mismas propiedades que un componente pasivo.